# Alfred Toepfer Akademie für Naturschutz

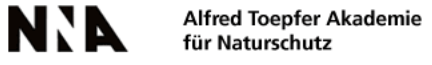
Logo der Alfred Toepfer Akademie für Naturschutz (NNA)

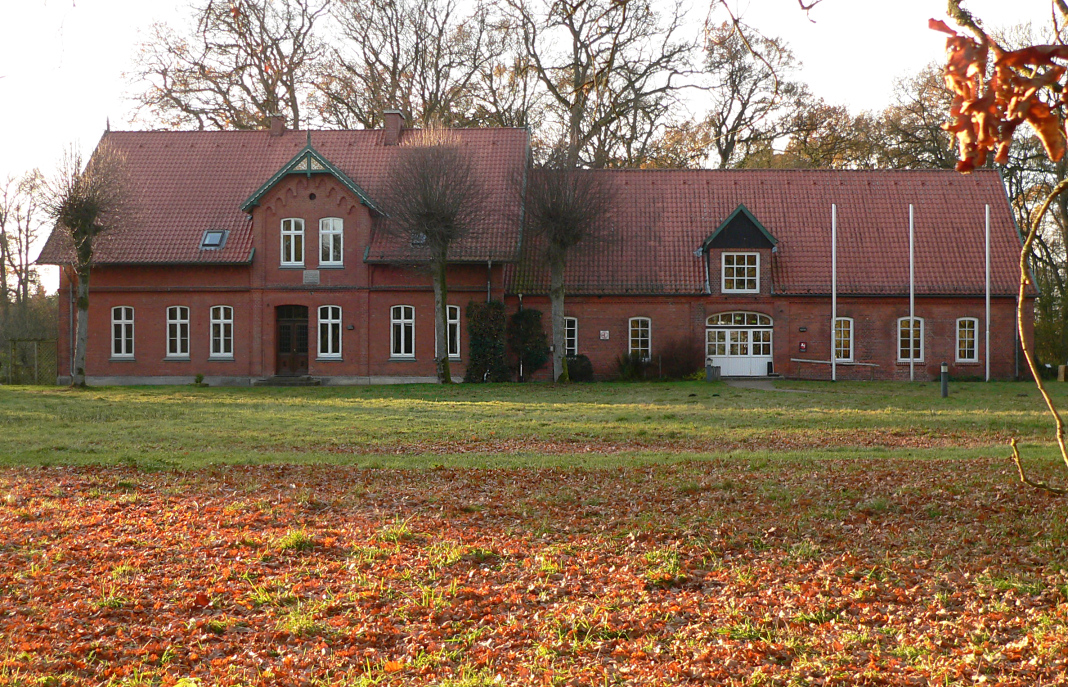
Hauptsitz auf Hof Möhr bei Schneverdingen

Die Alfred Toepfer Akademie für Naturschutz (NNA) (früher Norddeutsche Naturschutzakademie) ist eine Fort- und Weiterbildungseinrichtung des Landes Niedersachsen für die Bereiche Naturschutz, Landschaftspflege sowie Bildung für nachhaltige Entwicklung. Sie ist eine nicht-selbständige Anstalt öffentlichen Rechts und gehört zum Niedersächsischen für Umweltministerium. Die 1981 gegründete NNA hat ihren Sitz auf Hof Möhr außerhalb von Schneverdingen in der Lüneburger Heide. Sie wurde nach dem Tode von Alfred Toepfer 1995 nach ihm benannt, da Toepfers Erwerb von Hof Möhr im Jahre 1977 Grundstein für die Einrichtung der Akademie war. Direktor der Akademie ist Eick von Ruschkowski.

## Standorte

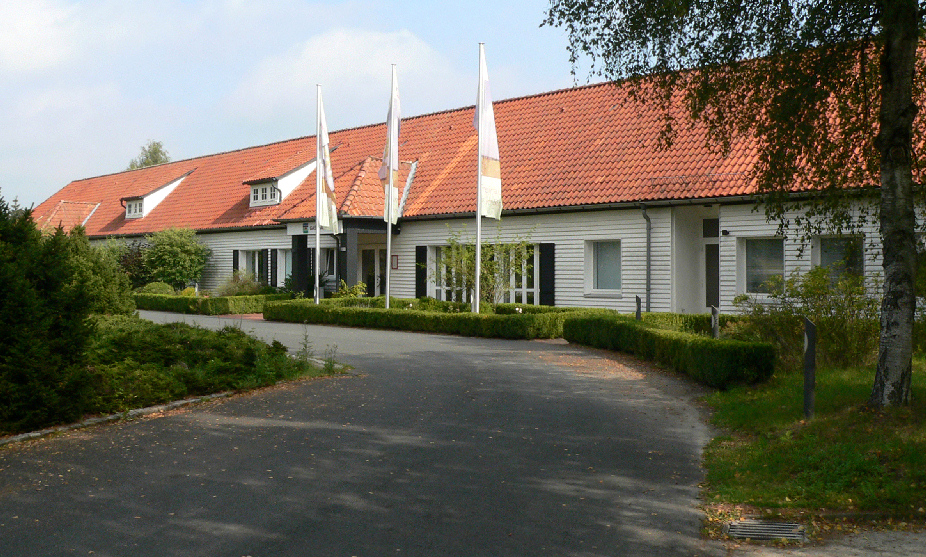
Tagungsstätte im früheren britischen Militärlager Camp Reinsehlen

Der Hauptsitz der Alfred Toepfer Akademie für Naturschutz (NNA) befindet sich seit 1982 auf Hof Möhr, einem alten Heidehof bei Schneverdingen. Den Hof hatte der Verein Naturschutzpark mit Mitteln der Alfred Toepfer Stiftung F. V. S. für die Einrichtung einer Naturschutzakademie gekauft. Die Tagungsstätte der Akademie befindet sich seit 1999 bei Schneverdingen auf dem Gelände des Camp Reinsehlen. Sie hat ihren Sitz in einem ehemaligen militärischen Verwaltungsgebäude der britischen Rheinarmee. Die NNA unterhält wissenschaftliche Kooperationen mit der Universität Lüneburg und mit dem Niedersächsischen Studieninstitut (NSI) in Hannover.

## Aufgaben
Gemäß dem im April 2019 aktualisierten Errichtungsbeschluss umfasst das Tätigkeitsfeld der NNA folgende Aufgabenbereiche:
- Fort- und Weiterbildung der mit Naturschutz und Landschaftspflege befassten Personen,
- Naturschutzforschung,
- Trägerschaft für das Freiwillige Ökologische Jahr (FÖJ) in Niedersachsen,
- Betrieb des Regionalen Umweltbildungszentrums Hof Möhr sowie
- Informations- und Öffentlichkeitsarbeit für den Naturschutz.

### Bildungsarbeit
Die NNA bietet ein umfangreiches Seminarprogramm für Mitarbeitende von Verwaltungen, Entscheidungsträger und Multiplikatoren. Als regionales Umweltbildungszentrum bietet die NNA in Schneverdingen ein pädagogisches Programm speziell für Kinder und Jugendliche.

### Forschung
Die Vernetzung der verschiedenen Forschungsdisziplinen ist eine weitere Aufgabe der NNA. Geistes-, Wirtschafts-, Gesellschafts- und Naturwissenschaften sollen, so der Anspruch der NNA, im Sinne des Naturschutzes zusammenwirken. Dazu regt die NNA Forschungsvorhaben an, unterstützt diese, wertet die Ergebnisse aus und stellt sie Dritten zur Verfügung. Eigene Forschungsvorhaben der NNA werden in Zusammenarbeit mit Universitäten und Fachhochschulen im Naturschutzgebiet Lüneburger Heide durchgeführt.

### Öffentlichkeitsarbeit
Praktische Öffentlichkeitsarbeit wird bei Führungen, Ausstellungen und Naturschutzinformation auf Hof Möhr geboten. Die Presseinformationen der NNA versorgen Journalisten und Redaktionen regelmäßig mit naturschutzspezifischen Neuigkeiten. Die NNA gibt die wissenschaftliche Schriftenreihen „NNA Berichte“ und Mitteilungen aus der NNA heraus, die über aktuelle Entwicklungen im Naturschutz in Niedersachsen informieren.